# Козловский сельсовет (Гомельская область)
Козловский сельсовет (белор. Казло́ўскі сельсавет) — упразднённая административная единица на территории Светлогорского района Гомельской области Республики Беларусь.

## История
16 декабря 2009 года Козловский сельсовет упразднён. Населённые пункты: деревни Верхлесье, Высокий Полк, Ельнички, Кастрычник, Кнышевичи, Козловка, Липники, Моисеевка, Песчаная Рудня, Погонцы, Прудок, Селищи, Скалка, Судовица включены в состав Паричского поселкового Совета депутатов.

## Состав
Козловский сельсовет включал 14 населённых пунктов:
- Верхлесье — деревня
- Высокий Полк — деревня
- Ельнички — деревня
- Кастрычник — деревня
- Кнышевичи — деревня
- Козловка — деревня
- Липники — деревня
- Моисеевка — деревня
- Песчаная Рудня — деревня
- Погонцы — деревня
- Прудок — деревня
- Селищи — деревня
- Скалка — деревня
- Судовица — деревня